# مسلمانان هیسپانیک و لاتین آمریکایی
مسلمانان هیسپنیک و لاتین آمریکایی (انگلیسی: Hispanic and Latino American Muslims) هیسپانیک و لاتین آمریکاییهایی هستند که اسلام دینشان است. آمریکاییان هیسپانیک و لاتین گروهی قومی زبانی از شهروندان ایالات متحده آمریکا هستند که اصل و نسبشان به کشورهای آمریکای لاتین یا شبه‌جزیره ایبری بر می‌گردد. اسلام دینی توحیدی و ابراهیمی است که اساس آن توسط قرآن و سنت محمد، تعیین می‌شود. اسپانیایی‌ها آیین کاتولیک رومی را به آمریکای لاتین آوردند و کلیسای کاتولیک همچنان بزرگترین ولی نه تنها فرقه مذهبی در بین بیشتر هیسپانیک هاست. عرب‌ها اسلام را به تعداد اندکی از کشورهای آمریکای لاتین مثل مکزیک، ال سالوادور، گواتمالا و کلمبیا بردند.

## دلایل گروش
لاتین‌ها همچون دیگر نوکیشان اساساً به خاطر ایمان نویافته شان به آموزه‌های اسلام به آن می‌گروند.
برای مثال، لاتین‌ها استدلال کرده‌اند که ارزش‌های اسلامی با ارزش‌های سنتی فرهنگ لاتین هماهنگی دارد. گروندگان از شباهت‌هایی چون احترام به همبستگی اجتماعی، خانواده، اهمیت دین و آموزش یاد کرده‌اند.
بسیاری از گروندگان لاتین دارای پیش زمینه‌های کاتولیکند و شباهت‌ها بین اسلام و کلیسای کاتولیک به آنها حس آشنایی با دین جدیدشان را می‌دهد. به هر روی، برخی مسلمانان لاتین با کلیسا، باور به گناه نخستین، و تثلیث مشکل داشته‌اند. اسلام مشکلاتی را که بسیاری از لاتین‌ها با کلیسای کاتولیک دارند برطرف می‌کند. فتحی عثمان از دانشوران بنیاد عمر می‌گوید «هیسپانیک‌ها در کشورشان کلیسا را حامی حقوق فقرا نیافتند. در عوض کلیسا طرف ثروتمندان و بانفوذان را گرفت.» به اعتقاد او این از عوامل گروش برخی از لاتین‌ها به اسلام شده‌است.